# Стрімвуд (Іллінойс)
Стрімвуд (англ. Streamwood) — селище (англ. village) в США, в окрузі Кук штату Іллінойс. Населення — 39 577 осіб (2020).

## Географія
Стрімвуд розташований за координатами 42°1′14″ пн. ш. 88°10′40″ зх. д. / 42.02056° пн. ш. 88.17778° зх. д. (42.020586, -88.177771).  За даними Бюро перепису населення США в 2010 році селище мало площу 20,33 км², з яких 20,24 км² — суходіл та 0,09 км² — водойми.

## Демографія
Згідно з переписом 2010 року, у селищі мешкало 39 858 осіб у 13 034 домогосподарствах у складі 9945 родин. Густота населення становила 1961 особа/км².  Було 13629 помешкань (670/км²).
Расовий склад населення:
| - 66,0 % — білих - 15,0 % — азіатів - 4,5 % — чорних або афроамериканців - 0,9 % — корінних американців - 10,6 % — осіб інших рас |

До двох чи більше рас належало 3,0 %. Частка іспаномовних становила 28,2 % від усіх жителів.
За віковим діапазоном населення розподілялося таким чином: 26,3 % — особи молодші 18 років, 65,7 % — особи у віці 18—64 років, 8,0 % — особи у віці 65 років та старші. Медіана віку мешканця становила 34,7 року. На 100 осіб жіночої статі у селищі припадало 98,3 чоловіків;  на 100 жінок у віці від 18 років та старших — 95,9 чоловіків також старших 18 років.
Середній дохід на одне домашнє господарство  становив 84 751 долар США (медіана — 74 854), а середній дохід на одну сім'ю — 90 696 доларів (медіана — 80 073). Медіана доходів становила 45 866 доларів для чоловіків та 42 514 долари для жінок. За межею бідності перебувало 4,8 % осіб, у тому числі 5,3 % дітей у віці до 18 років та 7,3 % осіб у віці 65 років та старших.
Цивільне працевлаштоване населення становило 21 691 осіб. Основні галузі зайнятості: освіта, охорона здоров'я та соціальна допомога — 17,6 %, виробництво — 15,6 %, роздрібна торгівля — 15,0 %.